# Атлі Ейнарссон
Атлі Ейнарссон (нар. 20 жовтня 1966, Ісландія) — ісландський футболіст, атакувальний півзахисник. З 1990 по 1992 рік зіграв 4 матчі у футболці національної збірної Ісландії. У 1991 році в складі «Вікінгура» (Рейк'явік) став чемпіоном Ісландії.

## Особисте життя
Батько Атлі, Ейнар Валур Крістіанссон, був гірськолижником, який брав участь у двох змаганнях на зимових Олімпійських іграх 1956 року. Також займався футболом, виступав за ІБІ та «Вікінгур» (Рейк'явік).

## Досягнення
- Урвалсдейлд
  -  Чемпіон (1): 1991